# مارك مان
مارك مان (بالإنجليزية: Mark Mann)‏ هو فنان أمريكي، ولد في 1970.